# Amietophrynus cristiglans
Amietophrynus cristiglans är en groddjursart som först beskrevs av Robert F. Inger och Menzies 1961.  Amietophrynus cristiglans ingår i släktet Amietophrynus och familjen paddor. IUCN kategoriserar arten globalt som otillräckligt studerad. Inga underarter finns listade i Catalogue of Life.